# برایان برنز
برایان برنز (انگلیسی: Brian Burns) فیلم‌نامه‌نویس و تهیه‌کننده تلویزیونی اهل ایالات متحده آمریکا است. وی از سال ۱۹۹۸ میلادی تاکنون مشغول فعالیت بوده‌است.
از فیلم‌ها یا مجموعه‌های تلویزیونی که وی در آن‌ها نقش داشته‌است، می‌توان به تو احمقی، دارودسته، نجیب‌زادگان و خونه بابا اشاره نمود.